# David Austin
David Charles Henshaw Austin OBE (16 de febrero de 1926-18 de diciembre de 2018) fue un creador de rosas y escritor, afincado en Shropshire, Inglaterra. Su énfasis estaba en el cultivo y el desarrollo de nuevas rosas con el carácter y la fragancia de las antiguas rosas de jardín (Gallicas, Damascenas, Albas, etc.) pero con la capacidad de refloración y amplia gama de colores de las rosas modernas como híbridos de té y las Floribundas. 
Fue el fundador, en 1969, de David Austin Roses, un negocio familiar de horticultura británico. Es una de las más importantes sociedades de horticultura en el mundo, que tiene su centro de investigación, viveros y jardines de ensayo en el campo de Albrighton en Wolverhampton, Inglaterra.

## Las obtenciones conseguidas
La primera rosa de David Austin, 'Constance Spry', fue introducida en 1963. En 1967 'Chianti' y en 1968 'Shropshire Lass'. Aunque estas primeras rosas florecían sólo una vez en la primavera o principios del verano, llevaron, en 1969, a una serie de variedades con remontancia (repetidas floraciones), incluyendo a 'Wife of Bath' y 'Canterbury' (ambas en honor del autor inglés Geoffrey Chaucer). Las rosas de Austin pronto se convirtieron en el grupo más exitoso de nuevas rosas en el siglo XX.
Aunque las rosas de Austin no están oficialmente reconocidas como una clase separada de rosas, por ejemplo, por el Royal National Rose Society o la American Rose Society, se las conoce, sin embargo, comúnmente por los rosalistas, en los viveros, y en la literatura hortícola como 'English Roses' (el término que él usa) o 'Austin Roses'.
Desde la fundación en 1969 de su empresa "David Austin Roses" en Albrighton, cerca de Wolverhampton, ha introducido por encima de 190 cultivares de nuevas rosas. Los cultivares se han nombrado en honor de su familia, rosalistas conocidos, hitos geográficos de Gran Bretaña, los acontecimientos históricos, y los escritores británicos, en particular Shakespeare y Chaucer, y sus obras o personajes. Por ejemplo, las rosas han honrado algunas diversas entidades como los rosalistas y a artistas Graham Thomas o al buque insignia de King Henry VIII, el Mary Rose.
A principios del siglo XXI, Austin separó sus rosas en cuatro grupos como una guía para la evolución futura. Los cuatro grupos son
- "the Old Rose Hybrids", rosas con la apariencia de las Rosas Antiguas pero remontantes, vigorosas y con una amplia gama de colores.

- "the Leander Group", a menudo con Rosa wichuraiana como ascendente parental, con arbustos de mayor tamaño y crecimiento arqueando tiende a convertirlas en pilares o en rosas trepadoras de porte pequeño.

- "the English Musk Roses", basadas en la rosa 'Iceberg' y en las rosas  Noisette, con un crecimiento del rosal verde pálido, delgado y bien iluminado.

- "the English Alba Hybrids", con arbustos altos, y con hojas azules como las antiguas rosas Alba.[4]

En 2003, David Austin fue galardonado con el Victoria Medal of Honour por la Royal Horticultural Society por sus servicios a la horticultura y la Dean Hole Medal de la Royal National Rose Society.
Ha recibido un  MSc honorario de la University of East London por su trabajo en la creación de nuevas rosas.
Recibió el premio a la trayectoria de la asociación Garden Centre en 2004 y fue galardonado con un OBE en 2007.
En 2010, fue nombrado como un "Great Rosarian of the World".

### Lista de cultivares de rosas Austin
• 'Constance Spry' (1961) 
• 'Chianti' (1967) 
• 'Shropshire Lass' (1968) 
• 'Canterbury' (1969) 
• 'The Friar' (1969) 
• 'The Prioress' (1969) 
• 'The Yeoman' (1969) 
• 'The Knight' (1969) 
• 'Chaucer' (1970) 
• 'Charles Austin' (1973) 
• 'Lilian Austin (1973) 
• 'Redcoat' (1973) 
• 'Yellow Button' (1975) 
• 'The Squire' (1976) 
• 'The Countryman' (1979) 
• 'Charmian' (1982) 
• 'Leander' (1982) 
• 'Hero' (1982) 
• 'Wise Portia' (1982) 
• 'Cressida' (1983) 
• 'Dapple Dawn' (1983) 
• 'Graham Thomas' (1983) 
• 'Immortal Juno' (1983) 
• 'Lucetta' (1983) 
• 'Mary Rose' (1983) 
• 'Moonbeam' (1983) 
• 'Perdita' (1983) 
• 'Belle Story' (1984) 
• 'Troilus' (1983) 
• 'Tamora' (1983) 
• 'Bredon' (1984) 
• 'Dove' (1984) 
• 'Heritage' (1984) 
• 'Mary Webb' (1984) 
• 'Windrush' (1984) 
• 'Wenlock' (1984) 
• 'Abraham Darby' (1985) 
• 'Ellen' (1985) 
• 'Robbie Burns' (1985) 
• 'Sir Walter Raleigh' (1985) 
• 'Gertrude Jekyll' (1986) 
• 'Symphony' (1986) 
• 'Wild Flower' (1986) 
• 'The Countryman' (1987) 
• 'The Nun' (1987) 
• 'William Shakespeare' (1987) 
• 'Charles Rennie Mackintosh' (1988) 
• 'Fisherman's Friend' (1988) 
• 'Francine Austin' (1988) 
• 'L D Braithwaite' (1988) 
• 'Potter and Moore' (1988) 
• 'Queen Nefertiti' (1988) 
• 'Financial Times Centenary' (1989) 
• 'Sharifa Asma' (1989) 
• 'Snowdon' (1989) 
• 'Ambridge Rose' (1990) 
• 'Claire Rose' (1990) 
• 'Jayne Austin' (1990) 
• 'Lilac Rose' (1990) 
• 'Peach Blossom' (1990) 
• 'Bow Bells' (1991) 
• 'Cottage Rose' (1991) 
• 'Country Living' (1991) 
• 'Evelyn' (1991) 
• 'The Pilgrim' (1991) 
• 'Doctor Jackson' (1992) 
• 'Emily' (1992) 
• 'Sir Edward Elgar' (1992) 
• 'Glamis Castle' (1992) 
• 'Golden Celebration' (1992) 
• 'Prospero' (1982) 
• 'Redouté' (1992) 
• 'Charlotte' (1993) 
• 'Happy Child' (1993) 
• 'Tradescant' (1993) 
• 'The Alexandra Rose' (1993) 
• 'Eglantyne' (1994) 
• 'Radio Times' (1994) 
• 'Windflower' (1994) 
• 'Heavenly Rosalind' (1995) 
• 'Jude the Obscure' (1995) 
• 'Pat Austin' (1995) 
• 'Pegasus' (1995) 
• 'Scepter'd Isle' (1996) 
• 'A Shropshire Lad' (1996) 
• 'Barbara Austin' (1997) 
• 'Geoff Hamilton' (1998) 
• 'Teasing Georgia' (1998) 
• 'Anne Boleyn' (1999) 
• 'Buttercup 98' (2000) 
• 'England's Rose' (2000) 
• 'Crown Princess Margareta' (2000) 
• 'Grace' (2001) 
• 'The Mayflower' (2001) 
• 'William Shakespeare 2000' (2001) 
• 'Benjamin Britten (2001) 
• 'Comtes de Champagne' (2001) 
• 'The Alnwick Rose' (2001) 
• 'Christopher Marlowe' (2002) 
• 'Jubilee Celebration' (2002) 
• 'Wildeve' (2003) 
• 'Scarborough Fair' (2003) 
• 'Charles Darwin' (2003) 
• 'Rosemoor' (2004) 
• 'Queen of Sweden' (2004) 
• 'Hyde Hall' (2004) 
• 'Harlow Carr' (2004) 
• 'Carding Mill' (2004) 
• 'Gentle Hermione' (2005) 
• 'Summer Song' (2005) 
• 'The Shepherdess' (2005) 
• 'Darcey Bussell' (2006) 
• 'Huntington Rose' (2006) 
• 'Lady of Megginch' (2006) 
• 'Lichfield Angel' (2006) 
• 'Strawberry Hill' (2006) 
• 'Tea Clipper' (2006) 
• 'Claire Austin' (2007) 
• 'Lady Emma Hamilton' (2007) 
• 'Munstead Wood' (2007) 
• 'Port Sunlight' (2007) 
• 'Young Lycidas' (2008) 
• 'Kew Gardens' (2009) 
• 'The Wegdwood Rose' (2009) 
• 'Lady of Shalott' (2009) 
• 'Princess Anne' (2010) 
• 'Susan William-Ellis' (2010) 
• 'The Lady's Blush' (2010) 
• 'William and Catherine' (2011) 
• 'Boscobel' (2012) 
• 'Tranquillity' (2012) 
• 'Royal Jubilee' (2012) 
• 'Thomas A Becket' (2013) 
• 'The Albrighton Rambler' (2013) 
• 'Olivia Rose Austin' (2014) 
• 'The Lady of the Lake' (2014) 
• 'The Poets Wife' (2014) 
• 'Sir Walter Scott' (2015) 
• 'The Ancient Mariner (2015) 
• 'Desdemona' (2015) 
• 'Bathsheba' (2016) 
• 'Imogen' (2016) 
• 'Roald Dahl' (2016) 
• 'Vanessa Bell' (2017) 
• 'Dame Judi Dench' (2017) 
• 'Emily Brontë' (2018) 
• 'The Mill on the Floss' (2018) 
• 'Tottering-by-gently' (2018) 
• 'Eustacia Vye' (2019) 
• 'Gabriel Oak' (2019) 
• 'Silas Marner' (2020) 
• 'The Country Parson' (2020) 
• 'Nye Bevan' (2021) 
• 'Bring Me Sunshine' (2022) 
• 'Elizabeth' (2022) 
• 'Dannahue' (2023) 
• 'Penelope Lively' (2023) 
• ‘Emma Bridgewater’ (2024)
• 'The King's Rose' (2025)